# Aerangis citrata
Aerangis citrata là một loài lan.